# Mintaka
Mintaka (δ Ori / δ Orionis / Delta Orionis) è un sistema stellare composto da almeno sei componenti appartenente alla costellazione di Orione. Essa è uno dei tre astri che formano il famoso asterismo della Cintura di Orione, al centro della costellazione. Sebbene la sua magnitudine apparente sia +2,21, Mintaka è solo la settima stella in ordine di luminosità all'interno della costellazione, a causa della ricchezza di stelle luminose che la caratterizzano. È anche la più debole delle tre della Cintura.

## Osservazione
Mintaka è una delle tre stelle che compongono la Cintura di Orione, essendo le altre due Alnitak e Alnilam. In particolare Mintaka è la stella più occidentale della Cintura, in quanto Alnilam e Alnitak sono osservabili, rispettivamente, a poco meno di 2° e a poco meno di 4° a sud-est da essa. La Cintura di Orione, che nella rappresentazione mitologica della costellazione raffigura appunto la cintura del gigante Orione, è uno dei più famosi asterismi del cielo: la luminosità delle sue componenti e la loro caratteristica disposizione in una fila che va da sud-est a nord-ovest la rende facilmente individuabile.
Nonostante sia solo la settima stella in ordine di luminosità nella costellazione, Mintaka ha tuttavia ricevuto la lettera Delta nel catalogo di Bayer. Quest'ultimo ha infatti catalogato le stelle della Cintura da ovest a est, non tenendo conto della loro luminosità, ma della loro posizione. Di conseguenza Alnilam ha ricevuto la lettera Epsilon e Alnitak la lettera Zeta.
Mintaka è una stella molto vicina all'equatore celeste, posta solo 17 primi a sud di esso. Questa particolare posizione la rende visibile da praticamente tutte le latitudini della Terra. Questa caratteristica fa sì che la stella sorga e tramonti quasi esattamente a est e a ovest. Essa appare molto bassa all'orizzonte nelle regioni artiche e antartiche mentre mano a mano che si procede verso l'equatore essa appare sempre più alta nel cielo. Questa stessa posizione, d'altra parte, rende Mintaka circumpolare solo nelle immediate vicinanze del polo sud: al polo sud, infatti, questa stella, pur essendo bassissima sull'orizzonte (17' sopra), non tramonta mai, compiendo un giro completo durante la giornata tenendosi appena sopra di esso.
Il periodo più propizio per la sua osservazione nel cielo serale va da novembre a maggio.

## Ambiente galattico

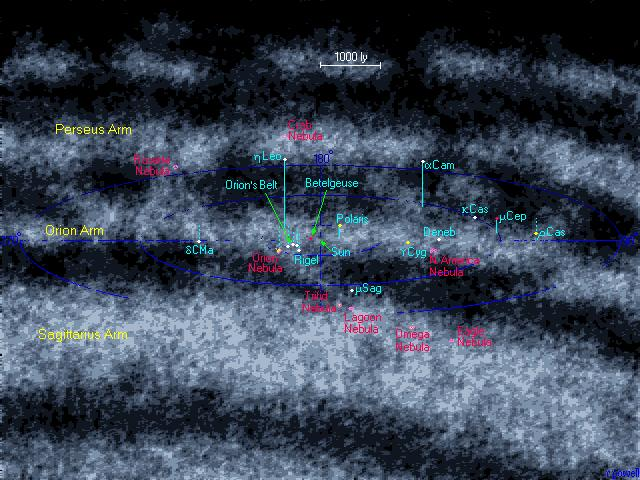
Ambiente galattico della Cintura di Orione e del Sole

Mintaka fa parte dell'associazione OB Orion OB1, una delle associazioni OB meglio conosciute e studiate della volta celeste. Tale associazione si trova sullo stesso braccio della Via Lattea su cui si trova anche il Sole, cioè il braccio di Orione, il cui nome deriva dal fatto che il suo punto più ricco ed intenso si trova proprio in direzione della costellazione di Orione. Si tratta di una vastissima associazione cui appartengono almeno 10.000 stelle. Fra queste ci sono alcune stelle particolarmente massicce: si calcola che a Orion OB1 appartenevano originariamente circa 30-100 stelle con una massa maggiore di 8 M☉. 10-20 di queste stelle sono già esplose in supernovae, dando vita ad ulteriori episodi di formazione stellare.
Orion OB1 viene suddivisa in vari sottogruppi: Mintaka farebbe parte, assieme alle due altre stelle brillanti della Cintura e alle stelle di colore azzurro di quarta e quinta magnitudine nelle loro vicinanze, al sottogruppo OB1b. Si stima che tale sottogruppo abbia un'età compresa fra gli 1,7 e gli 8 milioni di anni e che disti da noi circa 400 parsec. In particolare la distanza di Mintaka è stimata essere 387 parsec (1263 anni luce circa).
Mintaka è posta in un ambiente molto ricco di nubi interstellari, facenti parte del Complesso di Orione, uno dei complessi nebulosi in assoluto più studiati. Nel 1904, Johannes Franz Hartmann scoprì delle linee di assorbimento nello spettro di Mintaka, che non potevano essere dovute alle varie componenti della stella. Da questa scoperta, e da altre simili che seguirono, ora sappiamo che la nostra Galassia contiene un mezzo interstellare composto da gas e polveri, che costituisce la materia da cui si formano le nuove stelle.

## Caratteristiche
Mintaka è una stella multipla molto complessa, formata da almeno sei componenti. Un debole telescopio o un potente binocolo rivela già una compagna di magnitudine 6,85 a 52 secondi d'arco dalla principale. Mentre la principale è stata nominata Delta Orionis A, la sua compagna ha ricevuto il nome di Delta Orionis C. Mediante un potente telescopio è distinguibile fra le due, a 33 secondi d'arco dalla principale, una debole stella di magnitudine 14, chiamata Delta Orionis B. Le componenti A e C sono a loro volta dei sistemi multipli.

### Delta Orionis A
Delta Orionis A è un sistema triplo. Una componente molto vicina alla principale è stata osservata per la prima volta da Heintz (1980) ed è stata confermata da Mason e colleghi (1999). Essa è stata nominata Delta Orionis Ab, mentre la principale ha ricevuto il nome di Delta Orionis Aa. Lo stesso Mason e altri colleghi (2009) hanno successivamente ipotizzato che le due componenti orbitino intorno al loro comune centro di massa con un periodo di 201 anni, che il semiasse maggiore dell'orbita della secondaria sia di 0,26 secondi d'arco, che la sua eccentricità sia 0,56 e che l'inclinazione orbitale ammonti a 108°. Gli autori ammettono comunque che si tratta di misure molto preliminari con un ampio margine di errore, infatti Tokovinin e colleghi citano un periodo di 346 anni. Poco si sa sulla natura di Delta Orionis Ab: Mayer e colleghi (2010) avanzano l'ipotesi che sia una stella subgigante di colore blu e di classe spettrale O9 IV, con una temperatura superficiale di 32.000 K. La sua magnitudine apparente è 3,6, sicché sarebbe una stella agevolmente osservabile a occhio nudo se non fosse così vicina alla principale, dalla quale distava 0,2" nel 1978 e 0,3" nel 2013, che alla distanza di 1263 anni luce corrispondono rispettivamente a 80 e 120 UA circa.
Delta Orionis Aa, a sua volta, è una binaria a eclisse, una delle più brillanti dell'intera volta celeste. Essa è stata riconosciuta come binaria per la prima volta nel 1900. La magnitudine apparente massima del sistema è 2,20, ma esso presenta due minimi di 0,11 e 0,07 magnitudini quando le due componenti si eclissano l'una con l'altra. Esse sono state chiamate Delta Orionis Aa1 e Delta Orionis Aa2. La principale, Delta Orionis Aa1, è una stella blu di classe spettrale O9 II, mentre la secondaria, Delta Orionis Aa2, è una stella gigante azzurra-blu di classe spettrale B 0,5 III. Esse orbitano intorno al comune centro di massa con un periodo di 5,732436 giorni. Lo studio del sistema non si è rivelato facile a causa della vicinanza della componente Ab, la cui luce si sovrappone a quella della principale. Analizzando le oscillazioni nella velocità radiale della primaria, Harvin e colleghi (2002) deducono una massa di 11,2 M☉ per la componente Aa1 e si 5,6 M☉ per la componente Aa2. Si tratta di valori sorprendentemente bassi per le classi spettrali a cui le due stelle appartengono. Tuttavia Mayer e colleghi (2010) ritengono che le misure di Harvin e colleghi (2002) siano viziate dalla interferenza della componente Ab. Rianalizzando le velocità radiali misurate e utilizzando nuove osservazioni, essi inferiscono masse pari a, rispettivamente, 25 M☉ e 10 ± 0,4 M☉, molto più consoni alle classi spettrali delle due stelle. L'eccentricità dell'orbita della principale è stimata essere 0,088 ± 0,003, il suo semiasse maggiore circa 30 milioni di km e l'inclinazione dell'orbita rispetto alla nostra visuale 74° ± 7°. Le classi a cui le due componenti del sistema appartengono sono costituite da stelle molto calde e luminose: la temperatura superficiale di Delta Orionis Aa1 è stimata essere intorno a 30.000 K, mentre quella di Delta Orionis Aa2 è 21.960 ± 2310 K; la loro luminosità è stimata essere rispettivamente 180.000 L☉ e 12.000 L☉.
Entrambe le componenti del sistema Aa sono in un avanzato stato della loro evoluzione. Esse sono già fuoriuscite dalla sequenza principale e stanno aumentando il loro volume. Il raggio della principale è ipotizzato essere 15,55 ± 1,25 R☉, mentre quello della secondaria 5,5 ± 1,5 R☉. In ogni caso, entrambe le stelle sono ancora ben all'interno del loro lobo di Roche e quindi non ci sono ancora scambi importanti di materiale fra i due astri. Le alte velocità di rotazione misurate dei due astri confermano che essi non hanno perso ancora molta della loro velocità angolare a causa della loro espansione, che quindi è stata finora abbastanza modesta: in particolare Harvin e colleghi (2002) stimano la velocità di rotazione della componente Aa1 v × sin i = 157 ± 6 km/s e quella della componente Aa2 v × sin i = 138 ± 16 km/s ove i è l'inclinazione dell'asse di rotazione rispetto al piano della nostra visuale. Se il valore di inclinazione dell'asse di rotazione i è vicino all'inclinazione dell'orbita, come è naturale supporre, allora la primaria compie una rotazione su se stessa in circa 4,8 giorni e la secondaria in circa 1,9 giorni.

Mintaka

Come tutte le stelle di classe O e delle prime sottoclassi della classe B, le due componenti emettono un impetuoso vento stellare. La velocità terminale del vento stellare della componente Aa1 è stimata essere 2000 km/s, quella del vento emesso dalla componente Aa2 1500 km/s. Inoltre tale vento è responsabile di una perdita di massa nell'ordine di 1,1 × 10−6 M☉ all'anno nella principale e di 1,2 × 10−7 M☉ all'anno nella secondaria. Si tratta di valori del tutto normali per stelle di questa classe, ma elevatissimi se paragonati alla perdita di massa dovuta al vento solare (che si aggira intorno a 1 × 10−13 M☉ all'anno).
Il sistema Aa emette raggi X. Questo è tipico delle stelle appartenenti alla classe O e di quelle appartenenti alle prime sottoclassi della classe B. Poiché stelle di questo tipo non hanno una corona che possa spiegare tali emissioni, la teoria maggiormente consolidata circa la loro origine ipotizza che essi siano prodotti dalle turbolenze nel vento stellare che si diparte dalla superficie a velocità molto alte. Le collisioni ad altissima velocità riscaldano il plasma del vento stellare portandolo a temperature abbastanza elevate da emettere nella banda dei raggi X. Mintaka è stata fatta oggetto di osservazioni da parte dei telescopi spaziali sensibili ai raggi X per testare questa teoria. Miller e colleghi (2002) si sono basati su osservazioni compiute tramite il telescopio spaziale Chandra. Essi concludono che la componente Aa1 è responsabile del flusso di raggi X per almeno il 75% del totale; che la percentuale di raggi X dovuta alla collisione fra i venti stellari provenienti dai due astri componenti il sistema è trascurabile; che non si nota alcuna variabilità apprezzabile nel flusso di raggi X, il che dimostra che esso viene prodotto in centinaia o migliaia di collisioni piuttosto che in due o tre grandi shock, come invece previsto da alcune teorie. Infatti, benché le molteplici collisioni producano flussi individualmente variabili, la loro somma può rimanere pressoché costante, mentre, se l'origine dei raggi X fosse da ricercarsi in pochi grandi shock, si dovrebbe apprezzare una variabilità. Inoltre i dati indicano che solo una piccola percentuale del vento stellare della stella emette raggi X e che esso si origina da plasma scaldato a diverse temperature, da 2,5 a 12 milioni di K. Questi ultimi dati sono del tutto compatibili con il modello di molteplici shock variamente distribuiti nel vento stellare che si diparte dall'astro.
La principale Aa1, invece, manifesta delle modeste variazioni nella banda del visibile dell'ampiezza di 0,5-1% e del periodo di circa 4 ore. Si ipotizza che esse siano dovute a pulsazioni non radiali dell'astro, abbastanza comuni nelle stelle di tipo O.

### Delta Orionis B
Nulla si sa di questo debole astro, se non che è una stella di 14ª magnitudine che sembra condividere lo stesso moto proprio delle compagne. Distante circa 35", da quasi 400 parsec corrisponde una distanza reale di 13.000 UA, e considerando la sua debole magnitudine se è effettivamente legata al sistema sarebbe 40.000 volte meno luminosa di Mintaka Aa1, quindi potrebbe essere una nana bianco-gialla poco più massiccia e luminosa del Sole.

### Delta Orionis C
Delta Orionis C è distante dalla componente A almeno un quarto di anno luce. Il suo moto orbitale molto lento non ha ancora permesso di stabilire i parametri della sua orbita. Nel 1999 si è potuto appurare che questa componente di Mintaka è a sua volta una binaria spettroscopica con un periodo di 29,96 ± 0,02 giorni. L'eccentricità dell'orbita della primaria è pari a 0,32 ± 0,07, la sua inclinazione è circa 14°, mentre l'argomento del pericentro è 175° ± 4°.
La principale è una stella di sequenza principale di classe spettrale B2 V, di colore azzurro, donatole dalla sua temperatura superficiale di circa 20.000 K. Il suo raggio ha ricevuto stime differenti, che variano da 3,8 R☉ a 6 ± 2 R☉. La sua massa è ipotizzata essere 6,5 ± 0,75 M☉, mentre le misurazioni della gravità superficiale hanno dato valori intorno a log g=4,41. La secondaria è una stella avente una temperatura superficiale di circa 10.000 K e una massa di 2,5 M☉. Si tratta probabilmente di una stella di classe spettrale A0 V.
La principale del sistema è stata riconosciuta nel 1987 essere una stella di classe B ricca di elio, il cui prototipo è Sigma Orionis E. Le stelle di questo tipo, come le più conosciute stelle di tipo Ap, presentano campi magnetici intensi (fino a 3 Tesla) e una peculiare distribuzione degli elementi chimici, che tendono a raggrupparsi in zone o fasce in base alle linee di forza del campo magnetico. In particolare le stelle di questo tipo, solitamente di classe B2 o B3, hanno in certe zone della loro fotosfera una abbondanza di elio quasi simile a quella dell'idrogeno. La variabilità che caratterizza questi astri sia dal punto di vista spettroscopico, che da quello fotometrico e magnetico è interpretata come dovuta al loro moto di rotazione su se stesse che espone nel tempo all'osservatore dalla Terra diverse zone della fotosfera della stella. Si ritiene che queste caratteristiche siano riconducibili a un accentuato disassamento dei poli magnetici della stella rispetto al suo asse di rotazione.
Le stime del campo magnetico della principale di Delta Orionis C variano da 1,9 a 3,4 kG. La linea Hα dell'idrogeno si presenta variabile con un periodo di 1,47775 giorni, che è ragionevole assumere quale periodo di rotazione della stella. Non è però stata finora rilevata una corrispondente variabilità né nel campo magnetico della stella, né nella sua luminosità, come invece ci si aspetterebbe. Dal periodo di rotazione, dal raggio e dal valore di v × sin i, che è stato stimato essere 34 km/s, è possibile ricavare l'inclinazione dell'asse di rotazione rispetto alla nostra linea di vista, che risulta essere compreso fra 9° e 14°: la stella quindi ci mostra uno dei suoi poli. Non è ben conosciuto invece l'angolo fra l'asse di rotazione e quello magnetico: si conosce solo che esso è inferiore o uguale a 52°.
L'elio sembra essere abbondante sulla superficie della principale di Delta Orionis C solo in una zona posta in corrispondenza del polo magnetico a noi visibile; probabilmente anche il carbonio ha una distribuzione non uniforme. All'interno del periodo di 1,47775 giorni, gli spostamenti della linea Hα hanno due picchi: essi sono stati interpretati come causati dalla presenza di due differenti nuvole di gas che circondano la stella, aventi differenti dimensioni essendo uno dei due picchi più accentuato dell'altro.

## Significato culturale

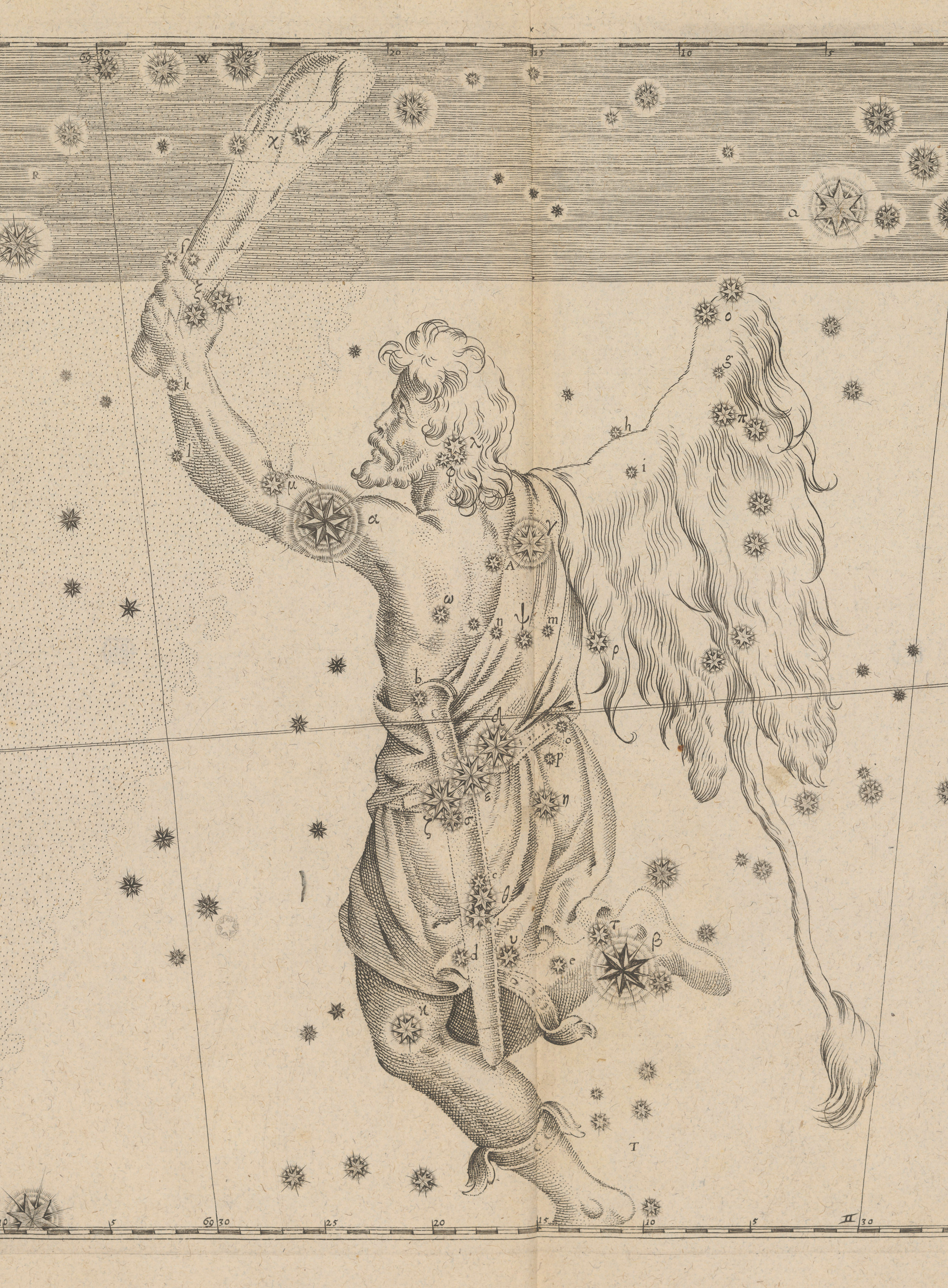
Una rappresentazione del gigante Orione tratta da Uranometria di Johann Bayer, 1603. Si notino le tre stelle che formano la Cintura.

Il nome proprio Mintaka deriva dall'arabo منطقة manţaqah, che significa, "cintura". Evidentemente il nome deriva da quello dell'intera Cintura di Orione. Gli astrologi pensano che questa stella porti fortuna.

### La cintura di Orione
Le tre stelle della Cintura sono state nominate da nomi collettivi in molte culture. I nomi arabi includono Al Nijād 'la cintura', Al Nasak 'la linea' e Al Alkāt 'i grani d'oro'. Presso i cinesi erano conosciute come l'Asta della Bilancia con Peso, ove il peso era rappresentato dalle stelle che costituiscono la Spada di Orione. La Cintura costituiva anche una delle 28 Xiu (costellazioni cinesi), chiamata Tre stelle. È una delle costellazioni facente parte della regione della Tigre Bianca dell'Ovest.
Nella mitologia norrena la cintura era considerata come la canocchia di Frigg o di Freyja. Nella mitologia ugro-finnica, invece, le stelle della cintura rappresentavano la falce o la spada di Väinämöinen. Al contrario, di origine biblica sono i nomi di "Bastone di Giacobbe" o "Bastone di Pietro", così pure come quello di "I tre Re" o "I tre Magi".
Presso i clan di etnia Seri del nordovest del Messico le tre stelle erano conosciute collettivamente come "Hapj" (un nome che denota un cacciatore). Singolarmente invece esse venivano chiamate "Hap" (Cervo Mulo), "Haamoja" (Antilocapra) e "Mojet" (Bighorn). "Hap" è Alnilam ed è stata ferita dal cacciatore; il suo sangue è gocciolato sull'isola di Tiburón.